# Onthophagus trinominatus
Onthophagus trinominatus là một loài bọ cánh cứng trong họ Bọ hung (Scarabaeidae).